# Honoré Chapuis
Pour les articles homonymes, voir Chapuis.
Honoré Chapuis, né le 23 avril 1817 à Arlay et mort le 10 juin 1896 à Besançon, est un artiste peintre français.

## Biographie
Honoré Chapuis est le fils de Pierre Henry Chapuis, cultivateur, et de Marie Etiennette Royer. 
Après avoir passé quelques années dans un emploi industriel, il se rend à Paris et fréquente les ateliers de Jean Gigoux et d'Adolphe Brune (de 1839 à 1844).
En 1850, il se fixe à Besançon et devient professeur de dessin.
Il épouse Françoise Coupot.
Il expose au Salon de 1857 à 1893.
Professeur à l'école des Beaux-arts de Besançon, il est nommé Officier d'Académie en 1887.
La Société des Arts de Besançon le nomme membre d'honneur.
Il meurt à l'âge de 79 ans à son domicile.
Une rue porte son nom, à Arlay.